# Natação no Campeonato Mundial de Esportes Aquáticos de 2023 - 100 m costas masculino
A disputa na modalidade 100 metros costas masculino de Natação no Campeonato Mundial de Esportes Aquáticos de 2023 fora realizada nos dias 24 e 25 de julho de 2023 na Marine Messe Fukuoka em Fukuoka, no Japão. Ao todo, 62 atletas de 56 Comitês Olímpicos Nacionais estavam previstos para participaram do evento.

## Formato da competição
A competição consiste em três rodadas: eliminatórias, semifinais e final. Os nadadores com os 16 melhores tempos nas baterias preliminares avançam as semifinais. Já os nadadores com os 8 melhores tempos nas semifinais avançam a final. Desempates (swim-offs) são utilizados conforme necessário para quebrar os empates de avanço a próxima rodada.

## Calendário
Todos os horários estão na Hora legal japonesa (UTC+9).
| Data                | Horário | Fase          |
| ------------------- | ------- | ------------- |
| 24 de julho de 2023 | 10:51   | Eliminatórias |
| 24 de julho de 2023 | 20:17   | Semifinais    |
| 25 de julho de 2023 | 20:59   | Final         |

## Recordes
Antes desta competição, os recordes mundiais e do campeonato nesta prova eram os seguintes:
| Tipo                  | Atleta        | Tempo  | Local     | Data                |
| --------------------- | ------------- | ------ | --------- | ------------------- |
|                       | Thomas Ceccon | 51s 60 | Budapeste | 20 de junho de 2022 |
| Recorde do campeonato | Thomas Ceccon | 51s 60 | Budapeste | 20 de junho de 2022 |

## Medalhistas
| Ouro                         | Prata                  | Bronze                            |
| Ryan Murphy · Estados Unidos | Thomas Ceccon · Itália | Hunter Armstrong · Estados Unidos |

## Resultados

### Eliminatórias
As eliminatórias foram realizadas no dia 23 de julho com início às 10:51.
| Pos. | Bateria | Raia | Nadador                   | CON                      | Tempo   | Notas            |
| ---- | ------- | ---- | ------------------------- | ------------------------ | ------- | ---------------- |
| 1    | 6       | 5    | Xu Jiayu                  | China                    | 52.87   | Q                |
| 2    | 7       | 1    | Hubert Kos                | Hungria                  | 53.12   | Q,               |
| 3    | 7       | 3    | Ksawery Masiuk            | Polónia                  | 53.15   | Q                |
| 4    | 6       | 4    | Ryan Murphy               | Estados Unidos           | 53.43   | Q                |
| 5    | 6       | 7    | Oliver Morgan             | Reino Unido              | 53.52   | Q                |
| =6   | 6       | 6    | Ole Braunschweig          | Alemanha                 | 53.57   | Q                |
| =6   | 7       | 2    | Roman Mityukov            | Suíça                    | 53.57   | Q                |
| =6   | 5       | 3    | Mewen Tomac               | França                   | 53.57   | Q                |
| 9    | 5       | 6    | Hugo González             | Espanha                  | 53.70   | Q                |
| 10   | 5       | 1    | João Costa                | Portugal                 | 53.71   | Q,               |
| 11   | 6       | 1    | Bradley Woodward          | Austrália                | 53.72   | Q                |
| 12   | 7       | 7    | Kacper Stokowski          | Polónia                  | 53.81   | Q                |
| 13   | 6       | 2    | Andrew Jeffcoat           | Nova Zelândia            | 53.82   | Q                |
| 14   | 7       | 4    | Thomas Ceccon             | Itália                   | 53.84   | Q                |
| 15   | 5       | 5    | Yohann Ndoye-brouard      | França                   | 53.90   | Q                |
| 16   | 5       | 4    | Hunter Armstrong          | Estados Unidos           | 53.94   | Q                |
| 17   | 7       | 6    | Isaac Cooper              | Austrália                | 53.95   |                  |
| 18   | 6       | 3    | Ryosuke Irie              | Japão                    | 53.98   |                  |
| 19   | 7       | 5    | Apostolos Christou        | Grécia                   | 54.01   |                  |
| 20   | 5       | 8    | Juho Lee                  | Coreia do Sul            | 54.21   |                  |
| 21   | 5       | 2    | Benedek Bendeguz Kovacs   | Hungria                  | 54.24   |                  |
| 22   | 6       | 8    | Conor Ferguson            | Irlanda                  | 54.36   |                  |
| 23   | 7       | 0    | Guilherme Basseto         | Brasil                   | 54.45   |                  |
| 24   | 6       | 0    | Tomas Franta              | Chéquia                  | 54.50   |                  |
| 25   | 7       | 8    | Cameron Brooker           | Reino Unido              | 54.50   |                  |
| 26   | 5       | 7    | Javier Acevedo            | Canadá                   | 54.58   |                  |
| 27   | 4       | 5    | Markus Lie                | Noruega                  | 54.66   |                  |
| 28   | 4       | 7    | Mu-lun Chuang             | Taipé Chinesa            | 54.95   | Recorde nacional |
| 29   | 4       | 3    | Berke Saka                | Turquia                  | 54.95   |                  |
| 30   | 5       | 9    | Erikas Grigaitis          | Lituânia                 | 55.23   |                  |
| 31   | 7       | 9    | Srihari Nataraj           | Índia                    | 55.26   |                  |
| 32   | 4       | 4    | Zheng Wen Quah            | Singapura                | 55.30   |                  |
| 33   | 5       | 0    | Michael Laitarovsky       | Israel                   | 55.63   |                  |
| 34   | 4       | 6    | Andrei-mircea Anghel      | Roménia                  | 55.77   |                  |
| 35   | 4       | 1    | Diego Camacho             | México                   | 55.80   |                  |
| 36   | 4       | 2    | Girts Feldbergs           | Letônia                  | 55.91   |                  |
| 37   | 4       | 8    | Ziyad Saleem              | Sudão                    | 56.02   |                  |
| 38   | 3       | 3    | Jack Kirby                | Barbados                 | 56.08   |                  |
| 39   | 3       | 5    | Charles Hockin Brusquetti | Paraguai                 | 56.56   |                  |
| 40   | 3       | 8    | Maximillian Wilson        | Ilhas Virgens Americanas | 56.65   |                  |
| 41   | 2       | 5    | Merdan Atayev             | Turquemenistão           | 56.96   |                  |
| 42   | 3       | 9    | Jack Harvey               | Bermudas                 | 57.04   |                  |
| 43   | 4       | 9    | Armin Evert Lelle         | Estónia                  | 57.06   |                  |
| 44   | 3       | 6    | Noe Pantskhava            | Geórgia                  | 57.10   |                  |
| 45   | 2       | 3    | Yazan Al Bawwab           | Palestina                | 57.16   |                  |
| 46   | 2       | 6    | Denilson Cyprianos        | Zimbabwe                 | 57.29   |                  |
| 47   | 3       | 0    | Davante Carey             | Bahamas                  | 57.50   |                  |
| 48   | 3       | 7    | Filippos Iakovidis        | Chipre                   | 57.51   |                  |
| 49   | 4       | 0    | Farrel Tangkas            | Indonésia                | 58.06   |                  |
| 50   | 3       | 2    | Shiu Yue Lau              | Hong Kong                | 58.21   |                  |
| 51   | 3       | 4    | Jerard Jacinto            | Federação suspensa       | 58.40   |                  |
| 52   | 3       | 1    | Homer Abbasi              | Irão                     | 58.45   |                  |
| 53   | 2       | 4    | Zhulian Lavdaniti         | Albânia                  | 58.48   |                  |
| 54   | 2       | 2    | Matthieu Ousmane Seye     | Senegal                  | 58.59   |                  |
| 55   | 1       | 4    | Mohamad Zubaid            | Kuwait                   | 59.56   |                  |
| 56   | 2       | 0    | Zeke Chan                 | Brunei                   | 59.61   |                  |
| 57   | 2       | 8    | Zackary Gresham           | Granada                  | 59.68   |                  |
| 58   | 2       | 1    | Bede Aitu                 | Ilhas Cook               | 1:01.15 |                  |
| 59   | 1       | 3    | Omer Sahib Huraish        | Iraque                   | 1:03.15 |                  |
| 60   | 1       | 5    | Ali Imaan                 | Maldivas                 | 1:03.15 |                  |
| 61   | 2       | 9    | Adnan Kabuye              | Uganda                   | 1:05.57 |                  |
|      | 6       | 9    | Bernhard Reitshammer      | Áustria                  | DNS     | DNS              |
|      | 2       | 7    | Erkhes Enkhtur            | Mongólia                 | DSQ     | DSQ              |

### Semifinais
As semifinais foram realizadas no dia 24 de julho com início às 20:17.
| Pos. | Bateria | Raia | Nadador              | CON            | Tempo | Notas |
| ---- | ------- | ---- | -------------------- | -------------- | ----- | ----- |
| 1    | 1       | 1    | Thomas Ceccon        | Itália         | 52.16 | Q     |
| 2    | 2       | 4    | Xu Jiayu             | China          | 52.42 | Q     |
| 3    | 1       | 5    | Ryan Murphy          | Estados Unidos | 52.56 | Q     |
| 4    | 1       | 3    | Mewen Tomac          | França         | 52.86 | Q     |
| 5    | 2       | 8    | Yohann Ndoye-brouard | França         | 53.06 | Q     |
| 6    | 1       | 4    | Hubert Kos           | Hungria        | 53.17 | Q     |
| 7    | 2       | 5    | Ksawery Masiuk       | Polónia        | 53.20 | Q     |
| 8    | 1       | 8    | Hunter Armstrong     | Estados Unidos | 53.21 | Q     |
| 9    | 2       | 3    | Oliver Morgan        | Reino Unido    | 53.26 |       |
| 10   | 1       | 6    | Roman Mityukov       | Suíça          | 53.32 |       |
| 11   | 2       | 2    | Hugo González        | Espanha        | 53.38 |       |
| 12   | 2       | 1    | Andrew Jeffcoat      | Nova Zelândia  | 53.46 |       |
| 13   | 2       | 7    | Bradley Woodward     | Austrália      | 53.73 |       |
| 14   | 1       | 7    | Kacper Stokowski     | Polónia        | 53.96 |       |
| 15   | 2       | 6    | Ole Braunschweig     | Alemanha       | 54.00 |       |
| 16   | 1       | 2    | João Costa           | Portugal       | 54.30 |       |

### Final
A final será realizada no dia 25 de julho às 20:59.
| Pos.              | Raia | Nadador              | CON            | Tempo | Notas |
| ----------------- | ---- | -------------------- | -------------- | ----- | ----- |
| Medalha de ouro   | 3    | Ryan Murphy          | Estados Unidos | 52.22 |       |
| Medalha de prata  | 4    | Thomas Ceccon        | Itália         | 52.27 |       |
| Medalha de bronze | 8    | Hunter Armstrong     | Estados Unidos | 52.58 |       |
| 4                 | 5    | Xu Jiayu             | China          | 52.64 |       |
| 5                 | 2    | Yohann Ndoye-brouard | França         | 52.84 |       |
| 6                 | 1    | Ksawery Masiuk       | Polónia        | 52.92 |       |
| 7                 | 7    | Hubert Kós           | Hungria        | 53.11 |       |
| 8                 | 6    | Mewen Tomac          | França         | 53.16 |       |

Legenda
| Recorde mundial       | Recorde mundial (World record)               |                       | Recorde africano                      | Recorde africano (African) |                                           | Q | Classificado por posição (Qualified) |
| Recorde do campeonato | Recorde do campeonato (Championship record)  | Recorde da América    | Recorde da América (Americas)         | q                          | Classificado por melhor tempo (Qualified) |   |                                      |
| Melhor marca do ano   | Melhor marca do ano (World leading)          | Recorde asiático      | Recorde asiático (Asian)              | DNS                        | Não largou (Did not start)                |   |                                      |
| Recorde nacional      | Recorde nacional (National record)           | Recorde europeu       | Recorde europeu (European)            | DNF                        | Não terminou (Did not finish)             |   |                                      |
| Recorde pessoal       | Recorde pessoal do atleta (Personal best)    | Recorde da Oceania    | Recorde da Oceania (Oceania)          | DSQ / DQ                   | Desclassificado (Disqualified)            |   |                                      |
| Recorde da temporada  | Recorde da temporada do atleta (Season best) | Recorde sul-americano | Recorde sul-americano (South America) | NM                         | Sem marca (No mark)                       |   |                                      |